# Husnija Čengić
Husnija Čengić (Rataji kraj Foče, 27. listopada 1907. – Zagreb, 1986.) je hrvatski književnik iz BiH.  Istakao se pisanjem između dvaju svjetskih ratova.
Nadareni pjesnik. Pisao je po hrvatskim listovima. Povremeno je pisao novele. Objavio je jednu dramu.